# Lista de primeiros-ministros de Santa Lúcia
O primeiro-ministro é o chefe de governo de Santa Lúcia. Antes da independência, o país foi governado por ministros-chefes até 1967 e por um premier até 22 de fevereiro de 1979, data comemorativa da independência.

## Ministros-chefes de Santa Lúcia (1960-1967)
- George Charles - 1 de janeiro de 1960 - abril de 1964
- John Compton - abril de 1964 - 1 de março de 1967

## Premier de Santa Lúcia (1967-1979)
- John Compton - 1 de março de 1967 - 22 de fevereiro de 1979

## Primeiros-ministros deSanta Lúciaapós1979
| #  | Nome                       | Começo do mandato       | Fim do mandato         |
| -- | -------------------------- | ----------------------- | ---------------------- |
| 1  | John Compton               | 22 de fevereiro de 1979 | 2 de julho de 1979     |
| 2  | Allan Louisy               | 2 de julho de 1979      | 4 de maio de 1981      |
| 3  | Winston Cenac              | 4 de maio de 1981       | 17 de janeiro de 1982  |
| -  | Michael Pilgrim (interino) | 17 de janeiro de 1982   | 3 de maio de 1982      |
| 4  | John Compton               | 3 de maio de 1982       | 2 de abril de 1996     |
| 5  | Vaughan Lewis              | 2 de abril de 1996      | 24 de maio de 1997     |
| 6  | Kenny Anthony              | 24 de maio de 1997      | 11 de dezembro de 2006 |
| 7  | John Compton               | 11 de dezembro de 2006  | 7 de setembro de 2007  |
| 8  | Stephenson King            | 7 de setembro de 2007   | 30 de novembro de 2011 |
| 9  | Kenny Anthony              | 30 de novembro de 2011  | 7 de junho de 2016     |
| 10 | Allen Chastanet            | 7 de junho de 2016      | 28 de julho de 2021    |
| 11 | Philip Pierre              | 28 de julho de 2021     | presente               |